# Цуншу

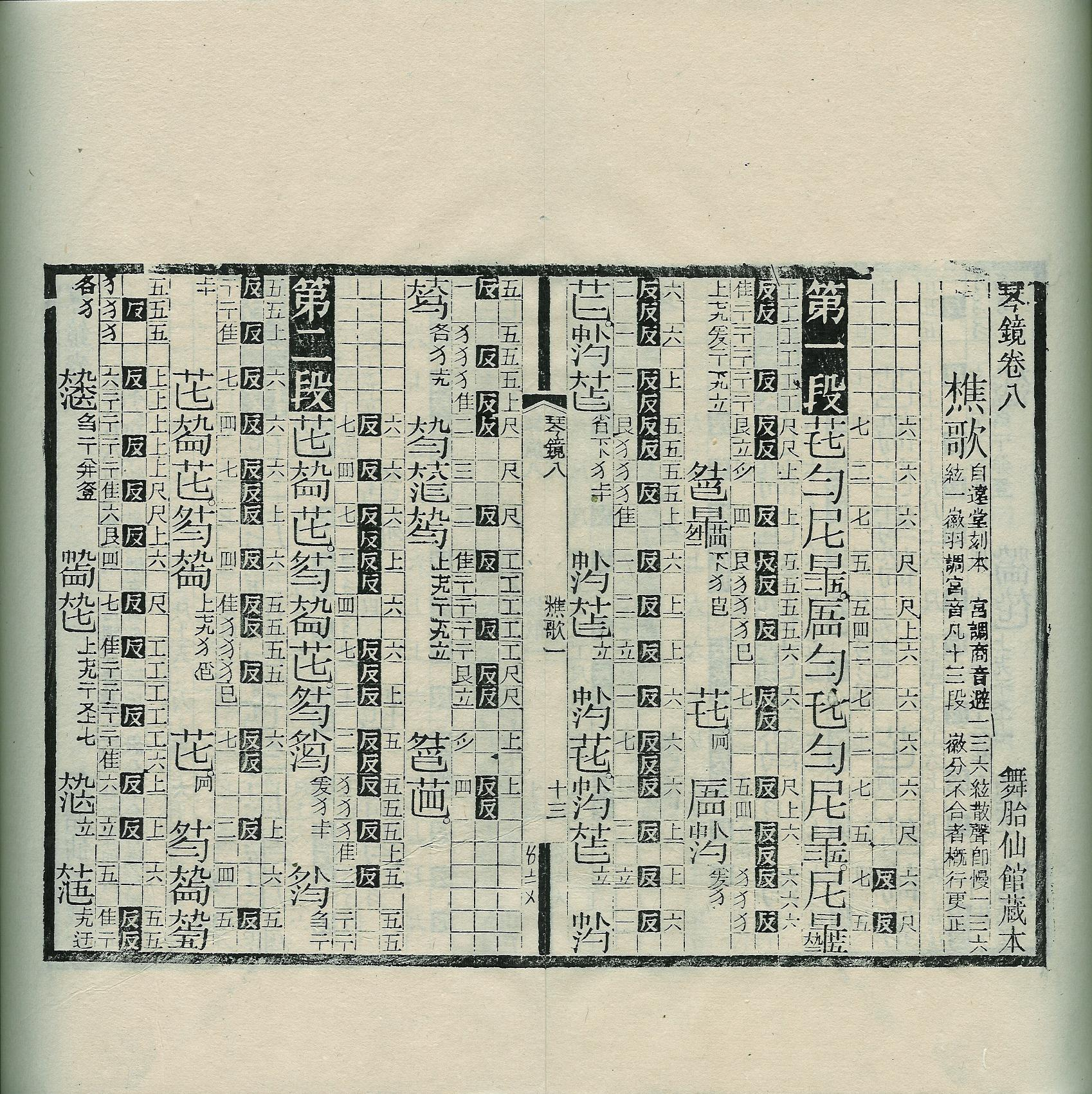
Традиционная нотная запись мелодии Цяо гэ из восьмого цзюаня антологии Циньсюэ цуншу (1910)

Цуншу (кит. трад. 叢書, упр. 丛书, пиньинь cóngshū, дословно: «Чаща/собрание книг») — специфический жанр традиционной китайской литературы: библиотека-серия, включающая избранные тексты разных авторов по разным предметам. Библиотеки-серии составлялись по двум основным причинам: для сохранения редких и значимых изданий, и для их широкого распространения в кругах образованных читателей. Наиболее объёмные печатные издания цуншу выпускались в первой трети XX века, примерами чего являются Сыбу бэйяо, Сыбу цункань, Цуншу цзичэн чубянь, в которых факсимильно воспроизводились труднодоступные или исторически значимые рукописи и печатные издания. Цуншу широко используются специалистами ввиду распространённости изданий и большого диапазона текстов. Однако за несколько десятилетий XX—XXI веков китайские учёные выпустили огромное число комментированных изданий древних текстов, в том числе в изданиях сокращёнными иероглифами, снабжённых пунктуацией и даже переводами на современный китайский язык. Это приводит к устареванию громоздких и дорогих книжных серий.

## Терминология
Американский синолог Артур Гуммель утверждал, что термин цуншу нелёгок для перевода; в английском языке как его эквивалент утвердилось collectanea. Дословное значение иероглифа цун — «заросли», «чаща», «густо, во множестве», «собираться, скопляться»; в переносном смысле — «собрание, коллекция». В исследовательской литературе на русском языке обычно используется термин «библиотека-серия». Термин появился в конце эпохи Тан, и был впервые использован для собрания сочинений поэта Лу Гуймэна. Однако в современном значении термин цуншу стал принадлежностью китайской культуры примерно в XII веке, в эпоху Сун, когда в Китае широко распространилось книгопечатание, и библиофилы и учёные за свой счёт издавали коллекции наиболее замечательных книг из личных библиотек.

## История
Главной целью составления библиотек-серий жанра цуншу являлось сохранение редких и ценных текстов от уничтожения, а также возможность для библиофилов распространять в среде учёных принадлежащие им раритеты (ксилографическая печать позволяла полностью воспроизводить авторскую каллиграфию или особенности исходного печатного издания). Считается, что до 1912 года в Китае было издано 200 цуншу, включавших примерно 40 000 заглавий; многие из них именовались по библиотекам, откуда были взяты воспроизводимые экземпляры.
В сводном трёхтомном каталоге цуншу, изданном в Шанхае в 1959—1962 годах по материалам 41 китайской библиотеки, перечислено 2086 сводных антологий, включающих 38 891 произведение разных жанров, в том числе «Дао цзан» (1500 заглавий). В изданном в 1979 году каталоге цуншу, выпущенных в свет в 1902—1949 годах, учтено 5549 изданий, включающих 30 940 заголовков книг.

## Структура
Артур Гуммель классифицировал цуншу в содержательном отношении по пяти категориям (включая субкатегории):
1. Авторские произведения:
  - Собрание сочинений одного автора (например, Лян Цичао);
  - Собрание сочинений авторов, принадлежащих одной семье («Полное собрание сочинений трёх поколений потомков Су Дунпо»);
  - Собрание сочинений разных авторов на одну тему (чаще всего, поэтические антологии);
  - Произведения разных авторов на разные темы (собственно, цуншу).
2. Сочинения, сгруппированные по тематике:
  - Классический канон и комментарии к нему (например, Шисань цзин чжушу);
  - Исторические произведения (Эршисы ши);
  - Географические произведения (Сяофан хучжай юйди цунчао);
  - Сюжетная проза «низких» жанров (например, Шу фу — коллекция XIV века, включающая 1681 новеллу).
3. Произведения, привязанные к определённой местности (чаще всего антологии малоизвестных поэтов или учёных-комментаторов, представляющих определённые провинции, уезды и города. Расцвет этого жанра пришёлся на эпоху Мин).
4. Произведения разных исторических эпох (чаще всего, редкие тексты, сохранившихся от Ханьской или Танской династий).
5. Труды, выпускаемые академиями, школами или учёными обществами.

## Крупнейшие представители
Издаваемые в XX веке сводные цуншу обыкновенно снабжались аннотированным каталогом. Эндимион Уилкинсон выделял следующие наиболее объёмные и репрезентативные собрания китайских текстов:
- Госюэ цзибэнь цуншу («Собрание базовых трудов по китаеведению», кит. 国学基本丛书) — 400 текстов, наиболее репрезентативных для изучения китайской культуры.
- Сыбу бэйяо («Собрание важнейших текстов по четырём разделам», кит. 四部备要) — 351 заглавие текстов в 11 305 цзюанях, объединяющее набор важнейших классических текстов китайской культуры.
- Сыбу цункань («Собрание литературных произведений по четырём разделам», кит. 四部丛刊) выпускалось в 1919—1935 годах шанхайской фирмой Шанъу иншугуань[англ.] в трёх сериях. Совокупно включала 504 заглавия сочинений, из которых в первую серию вошли 350, во вторую — 81 и в третью — 72 книги, в сумме — 3134 тома. Сочинения были аранжированы в соответствии с традиционной библиографической классификацией по четырём разделам — конфуцианские каноны, историография, трактаты мыслителей, высокая художественная литература (поэзия, эссеистика, бессюжетная проза). Значительная часть текстов относилась к династиям Сун (72 заглавия) и Юань (34), при воспроизведении отдавалось предпочтение редким ксилографам или авторским рукописям писателей Мин и Цин. Издание осуществлялось фотолитографическим методом и сыграло огромную роль в сохранении ранних печатных изданий важных текстов и распространении их для учёного мира[10].
- Цуншу цзичэн чубянь («Вновь предпринятое собрание цуншу», кит. 丛书集成初编) выпускалось в 1935—1937 годах шанхайской фирмой Шанъу иншугуань[англ.], переиздавалось в 1983 и 1996 годах. Планировалось выпустить 4000 названий текстов, однако из-за начала японо-китайской войны вышло 3467; издание 1996 года включало все планируемые изначально материалы, имея объём 4107 заглавий в 129 томах. В 1970—1971 годах на Тайване было издано «Дополнение» к этой серии: 774 названия в 1557 традиционных томах-цэ, хранящихся в 176 папках[11].
- Байбу цуншу («Собрание текстов в ста разделах», кит. 百部丛书) выпускалось на Тайване в 1965—1970 годах, включая 4144 редких текста, не вошедших в крупнейшие ранее опубликованные книжные серии Сыбу цункань и Сыбу бэйяо. Тексты опубликованы в традиционном формате книжек-бэнь, вкладываемых в папки, тексты воспроизводились фотомеханическим способом с целью минимизации опечаток.